# Joe Pass
Joseph Anthony Passalaqua, beter bekend als Joe Pass (New Brunswick, 13 januari 1929 – Los Angeles, 23 mei 1994), was een Amerikaanse jazzgitarist (bebop).

## Biografie
Pass was de oudste van vier kinderen en bracht zijn jeugd door in de Italiaanse wijk van Johnstown (Pennsylvania). Zijn vader, Mariano Passalaqua, een uit Sicilië afkomstige immigrant, werkte in een staalfabriek. Pass begon met gitaar spelen toen hij negen jaar was en kreeg zijn eerste lessen bij vrienden van zijn vader. Zijn vader moedigde hem sterk aan toen hij zag hoeveel vrije tijd Joe wel besteedde aan het instrument.
Bebop fascineerde hem en op 20-jarige leeftijd trok hij naar New York, waar hij kon luisteren naar de beste muzikanten van het moment. Helaas liep Pass toen in de val van drugs. Meer dan tien jaar, tot in de vroege jaren zestig, bleef hij verslaafd. Hij werd meerdere malen gearresteerd alvorens te worden toegelaten tot Synanon, een revalidatiecentrum voor druggebruikers. Tijdens zijn verblijf in Synanon nam Pass met een groep mede-patiënten van het centrum een album op: Sounds of Synanon (1962). Jazzrecensenten die deze plaat hoorden waren enthousiast over zijn gitaarspel. Zijn verblijf in het centrum duurde drie jaar, waarna hij weer meer greep kreeg op zijn muzikale carrière.

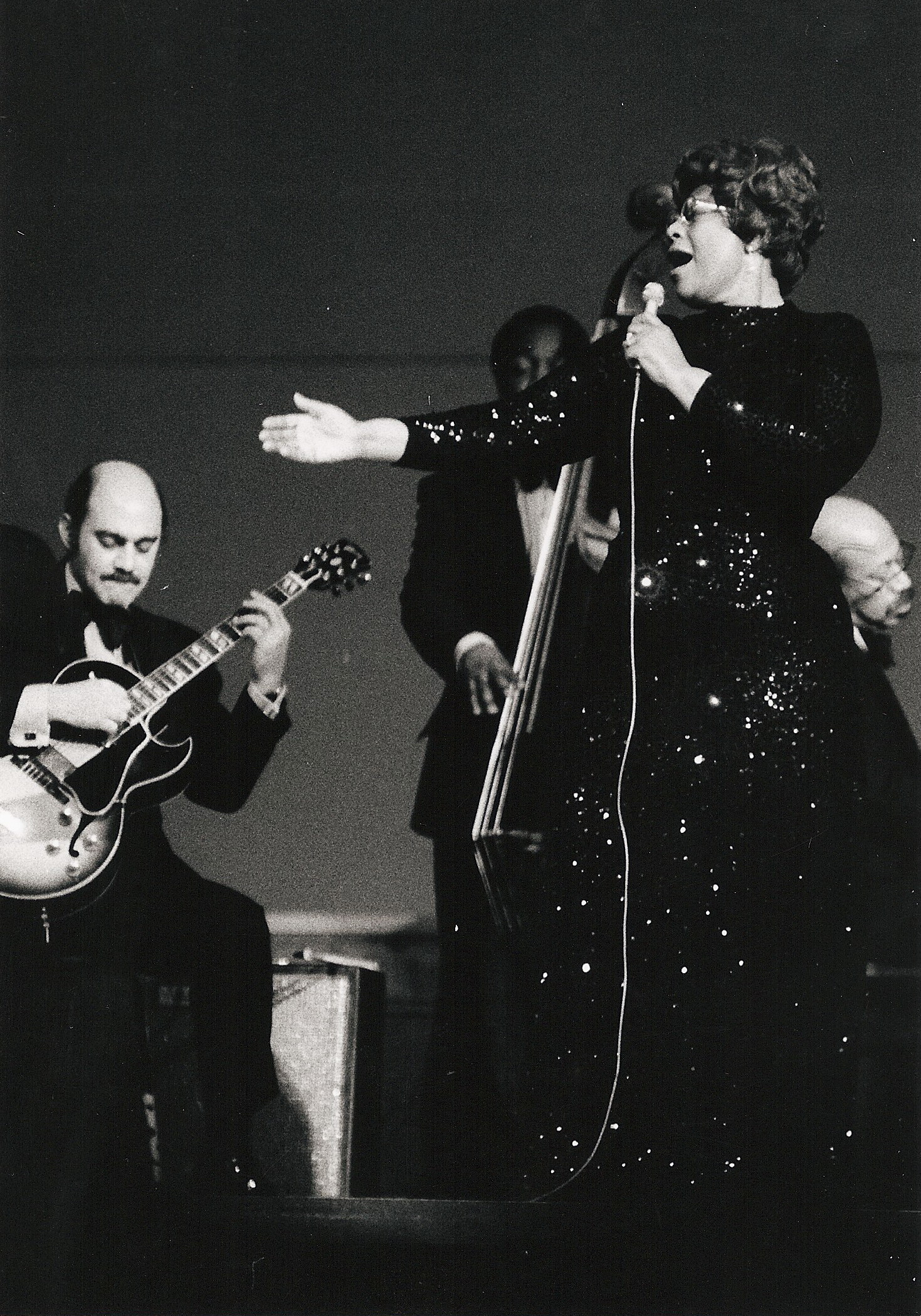
Met Ella Fitzgerald, 1974

Na Synanon te hebben verlaten speelde Pass in de omgeving van Los Angeles met de beste muzikanten, en hij werd ook ingehuurd als studiogitarist. Hij nam meer dan vijf jaar deel aan verschillende opnamesessies tot de dag waarop Norman Granz, een internationale producent van jazzconcerten, hem in 1970 overhaalde om bij diens platenlabel Pablo Records een contract af te sluiten. Vanaf dat ogenblik begon Pass' internationale carrière. In 1974 kwam zijn beroemde soloalbum Virtuoso uit, en in hetzelfde jaar volgde het album The Trio met Pass, Oscar Peterson, en Niels-Henning Ørsted Pedersen, dat een Grammy Award won. Pass nam voor Pablo Records ook albums op met Benny Carter, Milt Jackson, Herb Ellis, Zoot Sims, Duke Ellington, Dizzy Gillespie, Ella Fitzgerald, Count Basie en anderen.
Joe Pass wordt soms de "Art Tatum van de gitaar" genoemd omdat zijn gitaarsolo's overeenstemming vertonen met die van de beroemde pianist. Zijn snelle loopjes met enkele noten en een keuze van akkoorden deden sterk denken aan het expressieve spel van Art Tatum. Hij overleed op 65-jarige leeftijd in het USC-Norris Comprehensive Cancer Center aan leverkanker.

## Discografie

### Soloalbums
| Album met eventuele hitnotering(en) in de Nederlandse Album Top 100 | Datum van verschijnen | Datum van binnenkomst | Hoogste positie | Aantal weken | Opmerkingen |
| ------------------------------------------------------------------- | --------------------- | --------------------- | --------------- | ------------ | ----------- |
| The Stones Jazz                                                     | 1966                  | -                     |                 |              |             |
| Intercontinental                                                    | 1970                  | -                     |                 |              |             |
| Virtuoso                                                            | 1973                  | -                     |                 |              |             |
| Virtuoso IV                                                         | 1973                  | -                     |                 |              |             |
| At Montreux Jazz Festival                                           | 1975                  | -                     |                 |              | Livealbum   |
| Virtuoso II                                                         | 1976                  | -                     |                 |              |             |
| Virtuoso III                                                        | 1977                  | -                     |                 |              |             |
| Montreux '77 - Live                                                 | 1977                  | -                     |                 |              | Livealbum   |
| I Remember Charlie Parker                                           | 1979                  | -                     |                 |              |             |
| Universiteit van Akron Concert                                      | 1985                  | -                     |                 |              | Livealbum   |
| Blues for Fred                                                      | 1988                  | -                     |                 |              |             |
| Virtuoso Live!                                                      | 1991                  | -                     |                 |              | Livealbum   |
| Songs for Ellen                                                     | 1992                  | -                     |                 |              |             |
| What Is There to Say                                                | 2001                  | -                     |                 |              |             |

### MetOscar Peterson
| Album met eventuele hitnotering(en) in de Nederlandse Album Top 100 | Datum van verschijnen | Datum van binnenkomst | Hoogste positie | Aantal weken | Opmerkingen                                      |
| ------------------------------------------------------------------- | --------------------- | --------------------- | --------------- | ------------ | ------------------------------------------------ |
| The Good Life                                                       | 1973                  | -                     |                 |              | met Niels Pedersen                               |
| The Giants                                                          | 1974                  | -                     |                 |              | met Ray Brown                                    |
| Oscar Peterson et Joe Pass à la Salle Pleyel                        | 1975                  | -                     |                 |              |                                                  |
| Porgy and Bess                                                      | 1976                  | -                     |                 |              |                                                  |
| Face to face                                                        | 1982                  | -                     |                 |              | met Freddie Hubbard, Martin Drew, Niels Pedersen |
| If You Could See Me Now                                             | 1983                  | -                     |                 |              | met Niels Pedersen, Martin Drew                  |
| The Trio                                                            | -                     | -                     |                 |              | met Niels Pedersen                               |
| The Paris Concert                                                   | -                     | -                     |                 |              | met Niels Pedersen                               |

### MetNiels-Henning Ørsted Pedersen
| Album met eventuele hitnotering(en) in de Nederlandse Album Top 100 | Datum van verschijnen | Datum van binnenkomst | Hoogste positie | Aantal weken | Opmerkingen     |
| ------------------------------------------------------------------- | --------------------- | --------------------- | --------------- | ------------ | --------------- |
| Chops                                                               | 1978                  | -                     |                 |              |                 |
| Northsea Nights                                                     | 1979                  | -                     |                 |              | Livealbum       |
| Eximious                                                            | 1982                  | -                     |                 |              | Met Martin Drew |

### MetElla Fitzgerald
| Album met eventuele hitnotering(en) in de Nederlandse Album Top 100 | Datum van verschijnen | Datum van binnenkomst | Hoogste positie | Aantal weken | Opmerkingen                                 |
| ------------------------------------------------------------------- | --------------------- | --------------------- | --------------- | ------------ | ------------------------------------------- |
| Take Love Easy                                                      | 1973                  | -                     |                 |              | Livealbum                                   |
| Fitzgerald and Pass... Again                                        | 1976                  | -                     |                 |              |                                             |
| Speak Love                                                          | 1982                  | -                     |                 |              |                                             |
| Easy Living                                                         | 1986                  | -                     |                 |              |                                             |
| Sophisticated Lady                                                  | 2001                  | -                     |                 |              | Studio-opnamen gemaakt tussen 1973 en 1986. |

### Met andere gitaristen
| Album met eventuele hitnotering(en) in de Nederlandse Album Top 100 | Datum van verschijnen | Datum van binnenkomst | Hoogste positie | Aantal weken | Opmerkingen     |
| ------------------------------------------------------------------- | --------------------- | --------------------- | --------------- | ------------ | --------------- |
| For Django                                                          | 1964                  | -                     |                 |              | met John Pisano |
| Joe's Blues                                                         | 1968                  | -                     |                 |              | met Herb Ellis  |
| Jazz Concord                                                        | 1973                  | -                     |                 |              | met Herb Ellis  |
| Seven Come Eleven                                                   | 1973                  | -                     |                 |              | met Herb Ellis  |
| Two for the Road                                                    | 1974                  | -                     |                 |              | met Herb Ellis  |
| Summer Nights                                                       | 1989                  | -                     |                 |              | met John Pisano |
| Appassionato                                                        | 1990                  | -                     |                 |              | met John Pisano |
| Duets                                                               | 1991                  | -                     |                 |              | met John Pisano |
| Live at Yoshi's                                                     | 1992                  | -                     |                 |              | met John Pisano |
| My Song                                                             | 1993                  | -                     |                 |              | met John Pisano |
| Ira, George And Joe                                                 | 1994                  | -                     |                 |              | met John Pisano |